# John Cooper (militar británico)
John Cooper (nacido el 17 de febrero de 1955 en Berwick-upon-Tweed, Reino Unido) fue el Comandante Adjunto de la Fuerza Multinacional Irak (MNF-I), y el Sénior British Military Representante de Irak. Como Comandante Adjunto, fue el principal asistente del general Raymond T. Odierno del Ejército de los Estados Unidos. Él dimitió el 4 de marzo de 2009, y se retiró del ejército ese mismo año.

## Biografía
Cooper nació el 17 de febrero de 1955 en Berwick-upon-Tweed. Educado en Berwick Grammar School luego fue a Royal Military College de Sandhurst y fue comisionado en la Propios Kings Own Scotish Borderes(KOSB) como segundo teniente el 8 de marzo de 1975. Él sirvió inicialmente en Irlanda del Norte, Gran Bretaña y Alemania, fue ascendido teniente el 8 de marzo de 1977, y a capitán el 8 de septiembre de 1981. En la década de 1980 él sirvió dos viajes con un asesor británico del ejército y equipo de capacitación en Zimbabue antes de asistir a Escuela de Estado Mayor en Camberley en 1987. Fue ascendido importante el 30 de septiembre de 1987 y después de la graduación del curso de Estado Mayor fue nombrado jefe de Estado Mayor, octavo Brigada de Infantería en Irlanda del Norte desde 1988 hasta 1989, por el que fue nombrado miembro de la Orden del Imperio Británico (MBE) el 6 de noviembre de 1990. Entonces mandó una compañía de fusileros en el 1.er Batallón, KOSB (1KOSB), incluyendo el servicio activo en la Guerra del Golfo. Fue ascendido teniente coronel el 30 de junio de 1994, y mandó 1KOSB para una gira más en Irlanda del Norte, por el que fue nombrado a la Orden de Servicio Distinguido (DSO), así como estadías en Edimburgo y Lancashire. Él entonces sirvió como instructor en la Escuela Superior en Camberley, y en el Colegio Comando y Estado Mayor Conjunto de Servicios.
Superior comando.
En noviembre de 1997, Cooper fue nombrado para un puesto de personal de alta como Jefe Adjunto de Estado Mayor, G3 (S & D) en los cuarteles de tierra, donde tuvo la responsabilidad de implementar las recomendaciones derivadas de la Revisión Estratégica de la Defensa. Estudió en el Comando Superior y Curso de Estado Mayor en 1998, [2] y fue ascendido coronel el 30 de junio de 1998. Fue promovido oficialmente a general de brigada el 31 de diciembre de 1999, con antigüedad del 30 de junio de 1999, después de haber tomado el mando de la 12 ª Brigada Mecanizada en noviembre de 1999. La brigada fue desplegada en Bosnia en 2000. Fue nombrado para el cargo honorario de coronel KOSB del Regimiento, el 9 de febrero de 2001 y ocupó ese puesto hasta que el regimiento fue disuelto con su fusión en el Regimiento Real de Escocia, el 28 de marzo de 2006, cuando se convirtió en coronel Adjunto del nuevo regimiento. Fue nombrado Jefe oficial del Estado Mayor de la Defensa de enlace con el jefe del Estado Mayor Conjunto de Estados en el Pentágono (Estados Unidos) en Washington D. C. en 2002. Entonces asumió el cargo de jefe de Estado Mayor, Campo del Ejército, Comandante de Tierra.
Tras el ascenso a general de división, el 7 de mayo de 2004, Cooper se convirtió en vicecomandante del Comando de Fuerzas Combinadas ( Afganistán ) hasta diciembre de 2004. Fue galardonado con los EE. UU. Medalla de la Estrella de Bronce por su servicio en Afganistán. Cuando se marchó de Afganistán, tomó el mando de la primera (Reino Unido) División Acorazada el 25 de enero de 2005, tomando elementos de esa división a Irak, donde se formó la sede de la División Multinacional (Sur-Este). Él volvió a Inglaterra para dos años de altos cargos directivos, antes de su ascenso a teniente general y regresar a Irak el 23 de marzo de 2008 para convertirse en el Comandante Adjunto. Él dimitió de su cargo el 4 de marzo de 2009. En una entrevista concedida el 3 de marzo de 2009, expresó su convicción de que la lucha contra Al Qaeda en Irak había sido ganada, y que el país estaba de nuevo en pie.
Cooper fue nombrado compañero de la Orden del Baño (CB) en los 2009 honores del cumpleaños. Se retiró del ejército el 21 de noviembre de 2009.